# Monitor studyjny

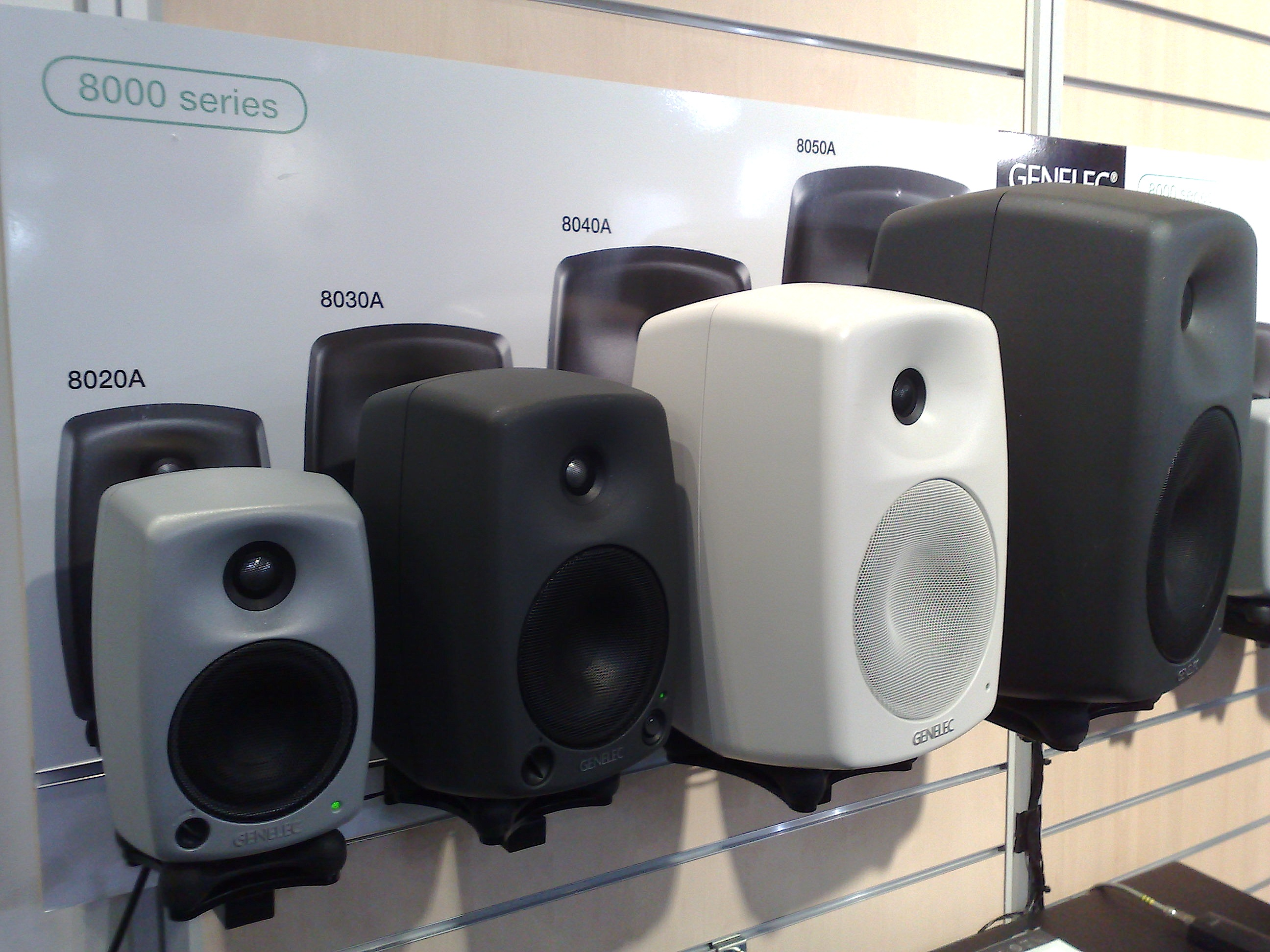
Aktywne monitory studyjne serii 8000 firmy Genelec

Monitor studyjny – rodzaj kolumn głośnikowych przeznaczonych do zastosowań profesjonalnych pozwalających na wierną reprodukcję materiału dźwiękowego dzięki bardzo wyrównanej charakterystyce częstotliwościowej.
W odróżnieniu od głośników hi-fi, których celem jest „zadowalanie uszu” przyjemnym brzmieniem, monitory studyjne mają być „niewidoczne” dla słuchacza. Używanie monitorów, zwłaszcza na etapie miksowania i masteringu, pozwala realizatorowi dźwięku na pracę w idealnych warunkach odsłuchowych, a co za tym idzie takie zmiksowanie materiału, które będzie pozwalało na odsłuch pełnej treści nagrania zarówno na zestawach hi-endowych, jak i w odbiornikach słabszej jakości.
Monitory studyjne są wykorzystywane w studiach nagraniowych, telewizyjnych i radiowych oraz w studiach postprodukcji filmowej.

## Technologia
Monitory studyjne występują w wersji aktywnej lub pasywnej (w monitorach aktywnych jest wbudowany wzmacniacz natomiast w monitorach pasywnych potrzebujemy dodatkowo dopasować wzmacniacz). Modele aktywne często zawierają dwa wzmacniacze (ang. bi-amping) gdzie jeden odpowiada za wzmocnienie głośnika nisko – średnio tonowego, a drugi wzmacnia głośnik wysoko tonowy.
Na korzyść monitorów w wersji aktywnej przemawiają m.in.:
- lepsze dopasowanie prądowe wzmacniaczy elektroakustycznych do wymagań poszczególnych głośników;
- wyeliminowanie szkodliwego wpływu zwrotnicy głośnikowej na charakterystykę fazową zestawu;
- możliwość prostszego zastosowania filtrów o bardziej stromych zboczach (18 lub 24 dB/okt);
- niepogarszanie współczynnika tłumienia (ang. damping factor – stosunek impedancji obciążenia do impedancji źródła);
- możliwość zapewnienia przetwornikom prawie idealnej koherencji czasowej dzięki opóźnieniu sygnału docierającego do głośnika wysoko tonowego;
- możliwość korygowania charakterystyk przetworników dla uzyskania liniowego przetwarzania (co jest niemożliwe do wykonania w filtrach pasywnych bez utraty efektywności).

Konstrukcje aktywne są oczywiście droższe, ale pozwalają na osiągnięcie lepszych rezultatów brzmieniowych niż konstrukcje pasywne, nawet przy zastosowaniu takich samych przetworników.